# زاوية الرؤية

زاوية رؤية لكاميرا، يمكن قياسها حسب الطول، العرض أو القطر.

زاوية الرؤية هي الزاوية أو الاتجاه الذي يرى فيه المصور الموضوع المراد تصويره، كأن تكون الرؤية من أمام الموضوع مباشرة أو عن يمينه أو يساره أو أعلى من مستوى الموضوع أو أسفله،
ويمكن أن نسميها في مجال التصوير بزاوية التصوير وهي الزاوية التي يقف فيها المصور بالنسبة إلى الموضوع المراد تصويره عند التقاط الصورة. وهي تختلف عن زاوية الإضاءة والتي يقصد فيها هنا (أي زاوية الإضاءة) الاتجاه الذي توضع فيه الإضاءة بالنسبة للموضوع المراد تصويره، كأن تكون الإضاءة أمام الموضوع أو على يمينه أو يساره أو أعلى وأسفل.